# Zosterop becgròs
El zosterop becgròs (Heleia crassirostris) és un ocell de la família dels zosteròpids (Zosteropidae).
Habita els boscos de les terres baixes de les illes de Sumbawa i Flores (Indonèsia), a les illes Petites de la Sonda centrals.